# Meistaradeildin (1950)
Meistaradeildin 1950 – 8. sezon pierwszej ligi piłki nożnej archipelagu Wysp Owczych. Zwycięzcą został B36 Tórshavn, pokonując mistrza z poprzedniego roku - TB Tvøroyri. W rozgrywkach wzięło udział pięć zespołów, o jeden mniej względem roku poprzedniego (wycofany został drugi skład HB Tórshavn). Od tego roku wprowadzono system rewanżów.

## Uczestnicy
| Uczestnicy Meistaradeildin 1949                                                                               | Uczestnicy Meistaradeildin 1949 | Uczestnicy Meistaradeildin 1949 | Uczestnicy Meistaradeildin 1949 |
| --- | ------------------------------- | ------------------------------- | ------------------------------- |
| TB | TB Tvøroyri                     | 1                               |                                 |
| HB | HB Tórshavn                     | 2                               |                                 |
| B36 | B36 Tórshavn                    | 3                               |                                 |
| KÍ | KÍ Klaksvík                     | 4                               |                                 |
| VB | VB Vágur                        | 6                               |                                 |
| Oznaczenia: - kolumna pierwsza – skróty nazw drużyn, - kolumna trzecia – miejsce zajęte w poprzednim sezonie. |                                 |                                 |                                 |

## Rozgrywki

### Tabela
| Lp. | Drużyna          | M | Z | R | P | Bramki | Bramki | Różn. | Pkt | Uwagi |
| --- | ---------------- | - | - | - | - | ------ | ------ | ----- | --- | ----- |
| 1   | B36 Tórshavn (M) | 8 | 6 | 2 | 0 | 22     | 6      | +16   | 14  |       |
| 2   | TB Tvøroyri      | 8 | 4 | 1 | 3 | 25     | 10     | +15   | 9   |       |
| 3   | HB Tórshavn      | 8 | 4 | 1 | 3 | 19     | 11     | +8    | 9   |       |
| 4   | KÍ Klaksvík      | 8 | 2 | 2 | 4 | 11     | 13     | −2    | 6   |       |
| 5   | VB Vágur         | 8 | 1 | 0 | 7 | 3      | 40     | −37   | 2   |       |

### Wyniki spotkań
| Gospodarz \ Gość | B36  | HB  | KÍ   | TB  | VB   |
| B36 Tórshavn     |      | 2:1 | 2:2  | 2:1 | 5:0  |
| HB Tórshavn      | 1:5  |     | 1:1  | 4:1 | 4:0  |
| KÍ Klaksvík      | 0:01 | 3:2 |      | 1:6 | 4:2  |
| TB Tvøroyri      | 1:1  | 0:1 | 0:02 |     | 13:1 |
| VB Vágur         | 0:5  | 0:5 | 0:03 | 0:4 |      |

Aktualne na 15 marca 2015. Źródło: FaroeSoccer.com
Objaśnienia:
1Drużyna gospodarzy jest wymieniona po lewej stronie tabeli.
Kolory: zielony – zwycięstwo gospodarzy, żółty – remis, różowy – zwycięstwo gości.
Objaśnienia:
1. B36 Tórshavn zwyciężył walkowerem. Ponieważ KÍ Klaksvík nie wystawił na mecz pełnego składu, B36 przyznano zwycięstwo, jednak bez przyznania bramek[1].
2. TB Tvøroyri zwyciężył walkowerem. Ponieważ KÍ Klaksvík nie wystawił na mecz pełnego składu, TB przyznano zwycięstwo, jednak bez przyznania bramek[2].
3. VB Vágur zwyciężył walkowerem. Ponieważ KÍ Klaksvík nie wystawił na mecz pełnego składu, VB przyznano zwycięstwo, jednak bez przyznania bramek[3].

## Sędziowie
Następujący arbitrzy sędziowali poszczególne mecze Meistaradeildin 1950:
| Kraj        | Imię i nazwisko   | Klub | Data urodzenia | Debiut w Meistaradeildin | Mecze w Meistaradeildin | Mecze w sezonie 1950 |
| ----------- | ----------------- | ---- | -------------- | ------------------------ | ----------------------- | -------------------- |
| Wyspy Owcze | Alli Hansen       | ?    | ?              | ?                        | ?                       | 2                    |
| Wyspy Owcze | Sigurd Heinesen   | ?    | ?              | ?                        | ?                       | 2                    |
| Wyspy Owcze | Hans Pauli Holm   | ?    | ?              | ?                        | ?                       | 1                    |
| Wyspy Owcze | Heri Jensen       | ?    | ?              | ?                        | ?                       | 2                    |
| Wyspy Owcze | Steingrím Joensen | ?    | ?              | ?                        | ?                       | 1                    |
| Wyspy Owcze | Erik Larsen       | ?    | ?              | ?                        | ?                       | 1                    |
| Wyspy Owcze | Eli Mortensen     | ?    | ?              | ?                        | ?                       | 2                    |
| Wyspy Owcze | Otto Nolsøe       | ?    | ?              | ?                        | ?                       | 2                    |
| Wyspy Owcze | Albin Wang        | ?    | ?              | ?                        | ?                       | 2                    |
| Wyspy Owcze | Marius Ziska      | ?    | ?              | ?                        | ?                       | 1                    |
|             | ?                 |      |                |                          |                         | 4                    |